# Beckerina similata
Beckerina similata är en tvåvingeart som beskrevs av Malloch 1923. Beckerina similata ingår i släktet Beckerina och familjen puckelflugor. Inga underarter finns listade i Catalogue of Life.